# ジャバリ・パーカー
ジャバリ・アリ・パーカー（Jabari Ali Parker、1995年3月15日 - ）は、アメリカ合衆国・イリノイ州シカゴ出身のプロバスケットボール選手。ポジションはパワーフォワード。

## 来歴

### カレッジ
地元シカゴの高校から名門デューク大学に入学した。
パーカーは1年生にしてオールアメリカンファーストチーム、USBWAナショナルフレッシュマンオブザイヤー、オールACCファーストチーム、ジョン・R・ウッデン賞オールアメリカンチームに選ばれた。また新人王投票では77票中72票を獲得してACCの新人王に選ばれた。

### NBA

#### 2014-15シーズン

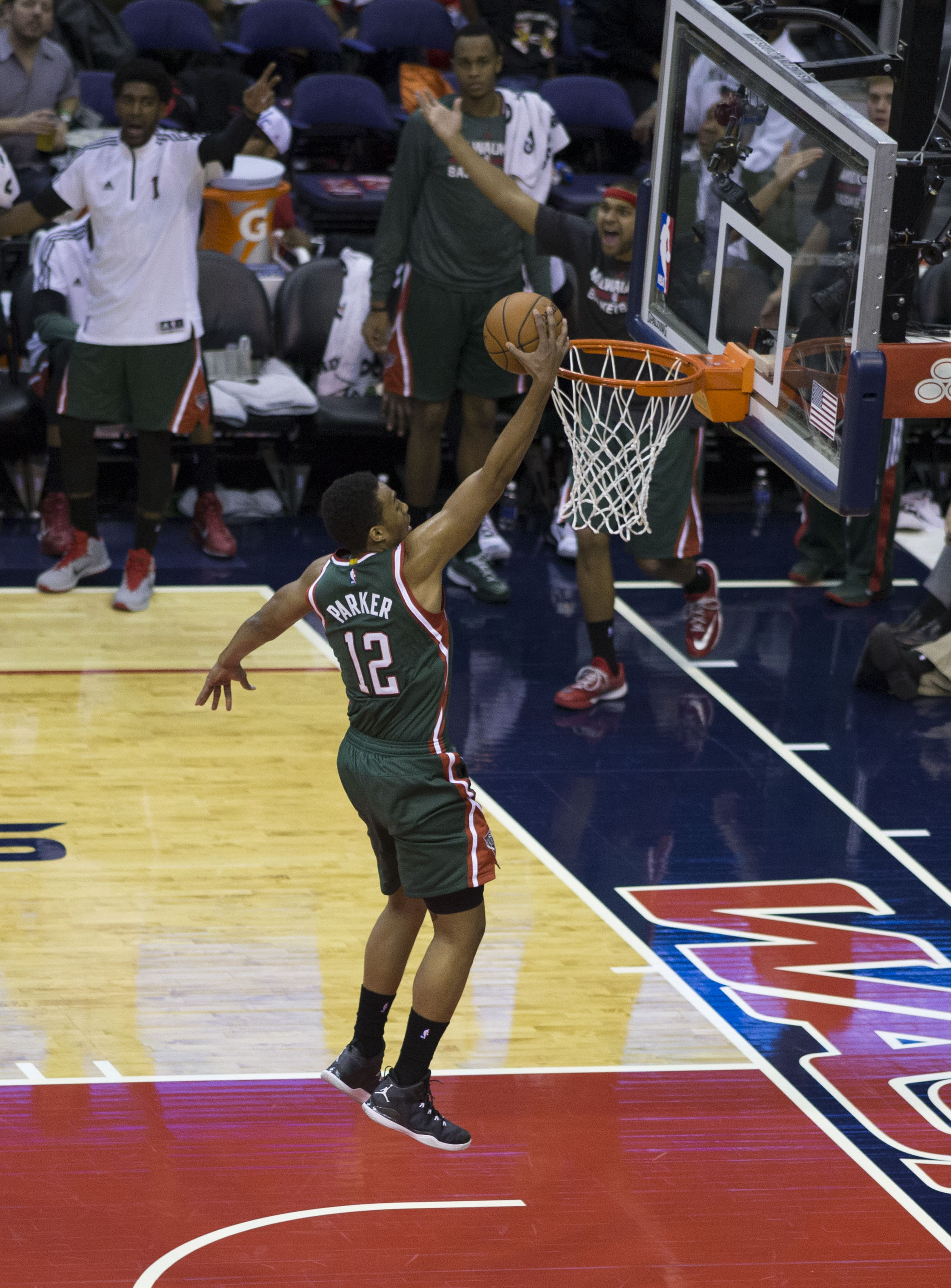
2014年のワシントン・ウィザーズ戦にてダンクをするパーカー。

2014年のNBAドラフトにアーリーエントリーを表明。全体2位という高評価を受け、ミルウォーキー・バックスに入団した。開幕からスタメンで活躍していたが、2014年12月15日のフェニックス・サンズ戦で、左膝の前十字靭帯(ACL)の断裂の重傷を負いシーズン絶望となり、不本意な形で早々にルーキーシーズンを終えてしまった。

#### 2015-16シーズン
その後手術とリハビリを経て、2015年11月4日のフィラデルフィア・76ers戦で、約1年振りにスタメンで戦線復帰を果たした。2月29日のヒューストン・ロケッツ戦では、自己最多の36得点を記録した。2015-16シーズンは順調な復帰を果たし、76試合に出場し、1試合平均31.7分の出場で、14.1得点を記録した。

#### 2016-17シーズン
2016-17シーズンは、開幕から好調を維持し、51試合に出場、50試合でスターターを務め、平均20.1得点、6.1リバウンド、2.8アシストの成績を残し、ミルウォーキー・バックスの主力として活躍していたが、2017年2月9日、MRI検査によって再び左膝の前十字靭帯断裂と診断され、治療、リハビリに12ヶ月程度が必要と予見され、2016-17シーズン中に復帰は絶望となった。

#### 2017-18シーズン
2018年2月2日に行われたニューヨーク・ニックス戦で約1年振りに怪我から復帰した。ホームのブラッドリー・センターで行われたこの試合でパーカーは1クォーター途中ヤニス・アデトクンボとの交代で出場、出場の際にはスタンディングオベーションで迎えられた。最終的に約15分の出場で12得点を記録した。4月1日に行われたデンバー・ナゲッツ戦でシーズン・ハイの35得点、10リバウンドを記録試合はオーバータイムの末、ナゲッツに128-125で敗れた。

#### 2018-19シーズン
同シーズン開幕前にシカゴ・ブルズと2年4000万ドルのオファーシートにサイン。バックスはその契約にマッチングをせず、ブルズへの移籍が決定。しかし、ブルズのスタイルに馴染めず、トレード期限最終日にオット・ポーターとのトレードでワシントン・ウィザーズに放出された。更にブルズと当時締結した契約の2年目はチームオプションだったこともあり、シーズン終了後、ウィザーズは2000万ドル強を支払いを拒否する形でオプション行使を放棄。再びFAとなった。

#### 2019-20シーズン
アトランタ・ホークスと2年1,300万ドルで契約。2020年2月5日、ドウェイン・デドモンとのトレードでアレックス・レンと共にサクラメント・キングスに移籍した。

#### 2020-21シーズン
2020-21シーズンはキングスでは3試合の出場にとどまり、2021年3月26日に解雇。4月16日にボストン・セルティックスと2年契約を結んだ。

#### 2021-22シーズン
2021年10月17日に一度セルティックスから解雇されたが、10月19日再契約を結んだ。しかし、12試合4.4得点と低調な内容を終始し、2022年1月7日に解雇された。

### ヨーロッパでのキャリア (2023-)

#### FCバルセロナ・バスケット (2023-)

##### 2023-24シーズン
2023年8月7日、ユーロリーグとリーガACBに所属するFCバルセロナ・バスケットへの加入が発表された。2023年11月11日に行われたユーロリーグでのKKツルヴェナ・ズヴェズダ戦では20得点を記録した。2024年4月17日、チームと2026年までの契約延長を締結した。

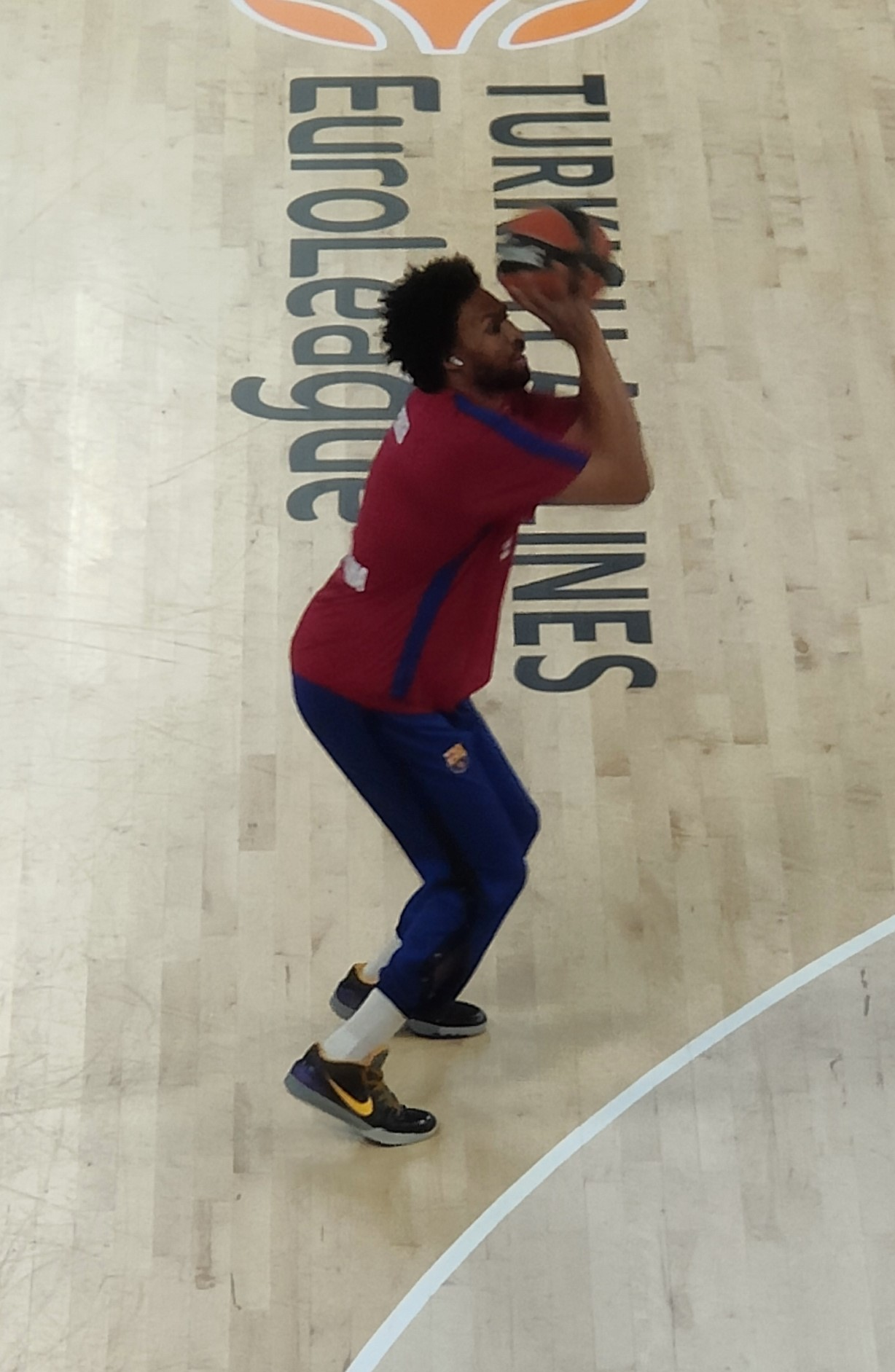
FCバルセロナ・バスケットでのパーカー(2024年)

#### KKパルチザン(2025-)
2025年6月28日、ユーロリーグとABAリーグに所属するKKパルチザンへの加入が発表された。契約期間は2年。

## 個人成績

### レギュラーシーズン
| シーズン   | チーム     | GP  | GS  | MPG  | FG%  | 3P%  | FT%  | RPG | APG | SPG | BPG | PPG  |
| ---------- | ---------- | --- | --- | ---- | ---- | ---- | ---- | --- | --- | --- | --- | ---- |
| 2014–15    | MIL        | 25  | 25  | 29.5 | .490 | .250 | .697 | 5.5 | 1.7 | 1.2 | .2  | 12.3 |
| 2015–16    | MIL        | 76  | 72  | 31.7 | .493 | .257 | .768 | 5.2 | 1.7 | .9  | .4  | 14.1 |
| 2016–17    | MIL        | 51  | 50  | 33.9 | .490 | .365 | .743 | 6.1 | 2.8 | 1.0 | .4  | 20.1 |
| 2017–18    | MIL        | 31  | 3   | 24.0 | .482 | .383 | .741 | 4.9 | 1.9 | .8  | .3  | 12.6 |
| 2018–19    | CHI        | 39  | 17  | 26.7 | .474 | .325 | .731 | 6.2 | 2.2 | .6  | .4  | 14.3 |
| 2018–19    | WAS        | 25  | 0   | 27.3 | .523 | .296 | .684 | 7.2 | 2.7 | .9  | .6  | 15.0 |
| 2019–20    | ATL        | 35  | 23  | 26.2 | .504 | .270 | .736 | 6.0 | 1.8 | 1.3 | .5  | 15.0 |
| 2019–20    | SAC        | 6   | 0   | 13.3 | .583 | .250 | .889 | 3.8 | 1.7 | .5  | .2  | 8.5  |
| 通算 : 7年 | 通算 : 7年 | 285 | 190 | 29.0 | .493 | .324 | .740 | 5.7 | 2.1 | .9  | .4  | 14.9 |

#### プレーオフ
| シーズン   | チーム     | GP | GS | MPG  | FG%  | 3P%  | FT%  | RPG | APG | SPG | BPG | PPG  |
| ---------- | ---------- | -- | -- | ---- | ---- | ---- | ---- | --- | --- | --- | --- | ---- |
| 2018       | MIL        | 7  | 0  | 23.9 | .452 | .316 | .615 | 6.1 | 1.4 | 1.0 | .6  | 10.0 |
| 出場 : 1回 | 出場 : 1回 | 7  | 0  | 23.9 | .452 | .316 | .615 | 6.1 | 1.4 | 1.0 | .6  | 10.0 |

### カレッジ
| シーズン | チーム       | GP | GS | MPG  | FG%  | 3P%  | FT%  | RPG | APG | SPG | BPG | PPG  |
| -------- | ------------ | -- | -- | ---- | ---- | ---- | ---- | --- | --- | --- | --- | ---- |
| 2013–14  | デューク大学 | 35 | 35 | 30.7 | .473 | .358 | .748 | 8.7 | 1.2 | 1.1 | 1.2 | 19.1 |

## プレースタイル
バスケットIQの高い選手として知られている。ディフェンスの能力は同世代の中で高い水準にあるが、未だに改善の余地がある。オフェンスでもフィジカルの強さを生かしたドライブなどから得点を挙げることが出来る。ドライブからのステップバックシュートなども打つことが出来て、非常にオフェンスの引き出しの多い選手でもあるが、アウトサイドシュートには安定性が無く、こちらも改善の余地がある。アウトサイドシュートが上達すれば、カーメロ・アンソニー、ポール・ピアースのような選手になれるのではないかと期待されていた。しかし、バックス時代に同じタイプのヤニス・アデトクンボとの共存に苦しみ、更に相次ぐ大怪我も重なり、2018年にバックスを離れてからはジャーニーマン化するなど、ドラフト2位の本領発揮までには至っていない。

## 人物・エピソード
- 2014年のNBAドラフトは、パーカーかアンドリュー・ウィギンスが全体1位で指名されるだろうと言われていた。その為パーカーも1位指名権を持っていたクリーブランド・キャバリアーズのワークアウトに参加したが、バックスの本拠地ミルウォーキーから近いシカゴ出身のパーカーは、2位指名権を持っていたバックスでのプレーを望んでいたらしく、キャブスのワークアウトをわざと "手抜き" したと言われている。そしてドラフトでは、パーカーの希望通り、バックスに指名された。[要出典]
- パーカーはドラフトの直前に、ジョーダン・ブランドと契約をしている[23]。
- NFLのシカゴ・ベアーズの大ファンである。
- 父親は元NBA選手で、ゴールデンステート・ウォリアーズでプレーしていたソニー・パーカーである。
- 同じシカゴ出身のデリック・ローズに憧れを持っている。[要出典]